# Thermosinus carboxydivorans
Thermosinus carboxydivorans es una especie de bacteria hidrogenogénica, anaerobia termofílica, gram-negativa, oxidante de monóxido de carbono, la especie tipo de su género es facultativamente carboxilotrófico, curvado, móvil, en forma de vara con una longitud de 2.6–3 m, un ancho de aproximadamente 0.5 μm y flagelacion lateral. La cepa tipo es: Nor1T (=DSM 14886T =VKM B-2281T).

## Otras lecturas
- Robert C. Brown (16 de marzo de 2011). Thermochemical Processing of Biomass: Conversion into Fuels, Chemicals and Power. John Wiley & Sons. pp. 324-. ISBN 978-1-119-99099-4.
- Robb, Frank T., et al. "Metabolismo de energía primaria en entornos geotérmicos: la función de monóxido de carbono." Geoquímica y Biología geotérmicas en Yellowstone parque nacional (2005): 163-170.
- Techtmann, Stephen M.; Lebedinsky, Alexander V.; Colman, Albert S.; Sokolova, Tatyana G.; Woyke, Tanja; Goodwin, Lynne; Robb, Frank T. (2012). «Evidence for Horizontal Gene Transfer of Anaerobic Carbon Monoxide Dehydrogenases». Frontiers in Microbiology 3. ISSN 1664-302X. PMC 3328121. doi:10.3389/fmicb.2012.00132.
- Schmidt, O.; Drake, H. L.; Horn, M. A. (2010). «Hitherto Unknown [Fe-Fe]-Hydrogenase Gene Diversity in Anaerobes and Anoxic Enrichments from a Moderately Acidic Fen». Applied and Environmental Microbiology 76 (6): 2027-2031. ISSN 0099-2240. PMC 2838027. PMID 20118375. doi:10.1128/AEM.02895-09.